# P Киля
О звезде p Киля см. PP Киля

P Киля (P Car, V399 Киля, V399 Car) — звезда в созвездии Киля.
P Киля — белый сверхгигант класса А с видимой звёздной величиной +4,65. Расстояние до Земли составляет около 2308 парсек.  является переменной класса цефеид, и её блеск меняется в пределах от +4,63 до +4,72 с периодом в 88,3 дня.